# Sofie Carsten Nielsen
Sofie Carsten Nielsen (født 24. maj 1975 i Birkerød) er en dansk politiker, der var politisk leder for Radikale Venstre fra 2020 til 2022. Hun er forhenværende uddannelses- og forskningsminister. Hun er uddannet cand.scient.pol. og var medlem af Folketinget for Det Radikale Venstre i Gentoftekredsen.
I foråret 2023 forlod Sofie Carsten Nielsen Folketinget, da hun fik nyt job i Dansk Industri (DI), hvor hun skal være  EU bio project director.

## Baggrund
Sofie Carsten Nielsen blev født i Birkerød som datter af Jens Carsten Nielsen og Kirsten Carsten Nielsen.
Hun studerede til cand.scient.pol. på Københavns Universitet fra 1995 til 2002.
Mellem 2000 og 2001 studerede hun til en master i europæisk politik og administration på Europakollegiet i Brugge, Belgien.
Efter sin uddannelse var Sofie Carsten Nielsen politisk konsulent i Europa-Parlamentet fra 2002 til 2004 og derefter souschef i Ligestillingsministeriet fra 2004 til 2009.
Fra 2010 og frem til sit valg til Folketinget ved Folketingsvalget 2011 var hun politisk chef i ingeniørforeningen Ingeniørforeningen i Danmark (IDA).
Sofie Carsten Nielsen er gift med Rasmus Dalsgaard og parret har to børn.
Hun bor på Indre Nørrebro i København.

## Politik
Nielsen er formand for det Radikale Venstres EU-udvalg samt næstformand for Nyt Europa, hvor hun også fungerer som talsperson. På det radikale landsmøde i september 2008 blev hun valgt som spidskandidat til EU-Parlamentsvalget 2009, mens det siddende parlamentsmedlem Johannes Lebech fik en andenplads på listen. Ved valget modtog hun 56.104 personlige stemmer (2,4%), og da hendes parti i alt kun fik 100.094, blev hun ikke valgt. Efter valget pegede Johannes Lebech på Sofie Carsten Nielsen som ansvarlig for nederlaget og udtalte han selv ville have været en bedre spidskandidat.
I februar 2009 foreslog Sofie Carsten Nielsen en EU-hjælpepakke til Østeuropa, som hun hævdede var i dyb krise. Hun foreslog, at Danmark skulle betale en langt større andel af EU's budget end de ca. 2% (100 milliarder kroner), som Danmark normalt bidrager med. Tilsvarende mente Danske Bank at f.eks. Ukraine havde 50% risiko for statsbankerot og flere østeuropæiske landes valuta faldt voldsomt.
I december 2012 overtog Sofie Carsten Nielsen posten som gruppeformand hos Det Radikale Venstre efter Marianne Jelved.

### Valg af politisk leder 2020
Efter Morten Østergaard trådte tilbage som politisk leder, som følge af en sexismesag med ham og partifællen Lotte Rod, blev der den 7. oktober 2020 afholdt et kampvalg i folketingsgruppen for at finde afløseren som De Radikales politiske leder. Kandidaten til posten udover Sofie Carsten Nielsen var tidligere udenrigsminister Martin Lidegaard.
I forbindelse med valget fremførte Sofie Carsten Nielsen at hun ønskede at videreføre Morten Østergaards mere konfrontatoriske linje som bl.a. omfattede en trussel om valg såfremt bestemte klimamål ikke blev opfyldt i forbindelse med finansloven for 2020, mens Martin Lidegaards fløj ønskede en mere midtsøgende linje og ikke mente at gruppeledelsens håndtering af sexismesagen havde været i orden (Sofie Carsten Nielsen sad i gruppeledelsen).
Resultat af afstemningen:
| Sofie Carsten Nielsen: | 12 (75%) | Sofie Carsten Nielsen, Andreas Steenberg, Anne Sophie Callesen, Kristian Hegaard, Ruben Kidde, Stinus Lindgreen, Samira Nawa, Kathrine Olldag, Rasmus Helveg Petersen, Katrine Robsøe, Zenia Stampe, Morten Østergaard |
| Martin Lidegaard:      | 4 (25%)  | Martin Lidegaard, Marianne Jelved, Lotte Rod, Jens Rohde |

Efter valget blev der dog sat spørgsmålstegn ved det hurtige valg af Sofie Carsten Nielsen som ny leder pga. hendes rolle i håndteringen af flere sager om sexisme, herunder passivitet og usandfærdige udtalelser til pressen, men efter et nyt møde i folketingsgruppen den 18. oktober 2020 blev der enighed om at Sofie Carsten Nielsen kunne fortsætte på posten.

## Politisk karriere
- Spidskandidat til Europa-Parlamentet, Det Radikale Venstre, 2008
- Kandidat til Europa-Parlamentet, Det Radikale Venstre, Hovedstaden, 2006
- Medlem af Hovedbestyrelsen, Det Radikale Venstre , 2004
- Næstformand, Hovedstadens Radikale Vælgerforening, 2005 til 2007
- Kandidat til Folketinget, Hovedstadens Radikale Vælgerforening, Indre Bykredsen, 2005 til 2007
- Valgt ind i Folketinget ved Folketingsvalget d. 15. september 2011.
- Europa- og ligestillingsordfører samt ordfører for videregående uddannelser og forskning.
- Næstformand for folketingsgruppen fra 2011 til 2012.
- Gruppeformand for folketingsgruppen fra 2012.

Sofie Carsten Nielsen har bl.a. bidraget til antologien "Tilbage til rødderne", om radikale værdier og EU fra 2008. Bogen blev anmeldt dårligt i Jyllands-Posten, hvor den fik én stjerne, med følgende vurdering: "Antologien indeholder kun ét eneste indlæg, der går kritisk til den radikale selvforståelse, resten er kæder af selvros og nostalgiske tilbageblik på partiets koryfæer."  Information anmeldte den som "læseværdig" og Berlingske som "oplysende".
I 2002 bidrog hun til antologien "De røde sko" med kapitlet "Fru Danmark og Hr. EU".